# 奧斯特魯達縣

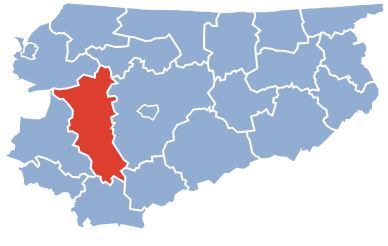

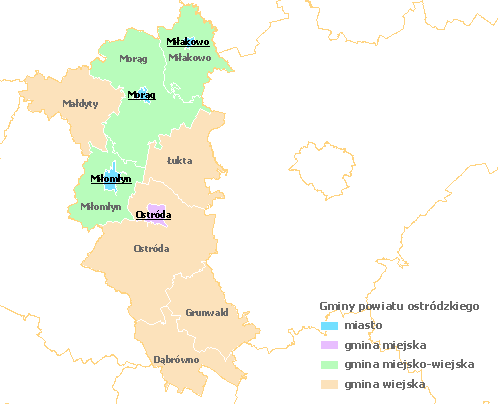

53°42′N 19°58′E / 53.700°N 19.967°E
奧斯特魯達縣（波蘭語：Powiat ostródzki），是波蘭的縣份，位於該國東北部，由瓦爾米亞-馬祖里省負責管轄，首府設於奧斯特魯達，面積1,765平方公里，2006年人口105,286，人口密度每平方公里60人。